# Vicco (Kentucky)
Vicco é uma cidade localizada no estado americano de Kentucky, no Condado de Perry.

## Demografia
Segundo o censo americano de 2000, a sua população era de 318 habitantes.
Em 2006, foi estimada uma população de 320, um aumento de 2 (0.6%).

## Geografia
De acordo com o United States Census Bureau tem uma área de
2,0 km², dos quais 2,0 km² cobertos por terra e 0,0 km² cobertos por água. Vicco localiza-se a aproximadamente 336 m acima do nível do mar.

## Localidades na vizinhança
O diagrama seguinte representa as localidades num raio de 24 km ao redor de Vicco.